# Elettariopsis monophylla
Elettariopsis monophylla är en enhjärtbladig växtart som först beskrevs av François Gagnepain, och fick sitt nu gällande namn av Ludwig Eduard Loesener. Elettariopsis monophylla ingår i släktet Elettariopsis och familjen Zingiberaceae. Inga underarter finns listade i Catalogue of Life.